# East Fife Football Club
L'East Fife Football Club, meglio noto come East Fife, è una società calcistica scozzese con sede nella città di Methil, nella regione del Fife. Milita nella Scottish League Two, la quarta divisione del campionato scozzese.
Nel suo palmarès ci sono una Scottish Cup, conquistata nel 1938, e tre Scottish League Cup.

## Storia
Fondato nel 1903, prese parte ai campionati nazionali dal 1921, quando esordì in Scottish Division Two. Sei anni più tardi, sebbene ancora in seconda divisione, arrivò in finale di Scottish Cup, persa 1-3 contro il Celtic. Ottenne la promozione in Division One nel 1930, grazie al secondo posto in Division Two, dietro al Leith Athletic. La prima esperienza in massima serie durò solo per la stagione 1930-31, poiché si classificò ultimo e retrocesse. 
Trascorse il successivo decennio in Division Two, tuttavia riuscì a vincere la Scottish Cup nel 1938, diventando la prima (e fino al 2016 l'unica) squadra a vincere la coppa nazionale da non partecipante alla prima serie: l'East Fife conquistò la Coppa di Scozia con la vittoria in finale per 4-2 contro il Kilmarnock, di fronte a 92.000 spettatori. Nel 1939 vinse la Division Two, ma la stagione successiva non venne disputata a causa della seconda guerra mondiale, e alla ripresa dei campionati nel 1946 fu di nuovo inserito in seconda serie. Nel 1948 vinse la Division B e soprattutto la Scottish League Cup, conquistata al replay (4-1) contro il Falkirk.
Con la promozione in Division A si aprì il periodo d'oro dell'East Fife: arrivò quarto nelle stagioni 1948-49 e 1949-50, in quest'ultima vinse la seconda Scottish League Cup, battendo 3-0 il Dunfermline, e fu finalista di Scottish Cup, persa invece 0-3 contro i Rangers; poi si classificò terzo nella Division A 1951-52, e ancora terzo nella Division One 1952-53, arrivando a giocarsi il titolo fino a poche gare dal termine (concluse infatti a -4 punti dai Rangers, ai quali andò il titolo, e dall'Hibernian). L'anno seguente fu sesto, ma vinse la terza Coppa di Lega battendo il Partick Thistle 3-2, confermandosi allora come la squadra più titolata della competizione, con tre vittorie in nove edizioni.
Fu tuttavia l'ultimo trofeo per il club, che nella stagione 1957-58 retrocesse in Division Two, dove restò per oltre dieci anni prima di riuscire a risalire nel 1971. Disputò altri tre campionati in Division One, l’ultimo dei quali (la stagione 1973-74), concluso al 17º posto, fu anche l'ultimo in massima serie.
Nella Division Two 1974-75 arrivò quinto e, in occasione della riforma dei campionati, fu ammesso in First Division, la nuova seconda serie. Nel 1978 scese per la prima volta in terza serie, ossia la Second Division, dalla quale risalì nel 1984. In First Division ebbe le ultime ambizioni di riprendersi la massima serie: nel 1985-86 arrivò quinto, a due punti dalla promozione, e nel 1986-87 fu quarto, mentre nella successiva fu undicesimo e retrocesse.
Ancora in Second Division, nel 1994 evitò di essere relegato nella nuova Third Division grazie alla miglior differenza reti (rispetto all'Alloa Athletic) e due anni dopo riconquistò la First Division, dove rimase solo nella stagione 1996-97, al termine della quale retrocesse. Nel 1999 fu di nuovo retrocesso, stavolta in Third Division. Trascorse i primi anni del 2000 alternandosi tra la Third Division e la sovrastante Second Division, poi diventata League One, dalla quale retrocesse nella stagione 2013-14, dopo gli spareggi contro il Clyde (risolto ai rigori 7-6) e lo Stirling Albion, che invece batté l'East Fife mandandolo in League Two. Nel 2016 ha vinto la serie ed è tornato in League One, dove ha militato fino alla stagione 2021-22, chiusa con l'ultimo posto e la retrocessione. In League Two ha raggiunto il quarto posto e l'accesso ai play-off nel 2022-23, ma è stato sconfitto al primo turno dal Clyde.

## Calciatori
Tra i giocatori più prestigiosi che in passato hanno militato nell'East Fife, figurano: Robert Prytz, Arnold Dwarika, Gordon Durie, Steve Archibald e Henry McLeish (che successivamente fu anche Primo Ministro della Scozia dal 2000 al 2001).

## Palmarès

### Competizioni nazionali
- Coppa di Scozia: 1

1937-1938
- Coppa di Lega scozzese: 3

1947-1948, 1949-1950, 1953-1954
- Scottish Championship: 1

1947-1948
- Scottish Third Division: 2

2007-2008, 2015-2016

### Altri piazzamenti
- Campionato scozzese:

Terzo posto: 1951-1952, 1952-1953
- Scottish Championship:

Secondo posto: 1929-1930, 1970-1971
Terzo posto: 1938-1939, 1946-1947, 1967-1968, 1968-1969
- Coppa di Scozia:

Finalista: 1926-1927, 1949-1950
Semifinalista: 1948-1949
- Coppa di Lega scozzese:

Semifinalista: 1954-1955
- Scottish League Two:

Secondo posto: 2002-2003, 2024-2025
- Scottish Challenge Cup:

Semifinalista: 2018-2019

## Statistiche e record

### Partecipazione ai campionati
| Livello | Categoria                | Partecipazioni | Debutto   | Ultima stagione | Totale |
| ------- | ------------------------ | -------------- | --------- | --------------- | ------ |
| 1°      | Scottish Division One    | 11             | 1930-1931 | 1973-1974       | 14     |
| 1°      | Scottish Division A      | 3              | 1948-1949 | 1950-1951       | 14     |
| 2°      | Scottish Division Two    | 31             | 1921-1922 | 1974-1975       | 41     |
| 2°      | Scottish Division B      | 2              | 1946-1947 | 1947-1948       | 41     |
| 2°      | Scottish First Division  | 8              | 1975-1976 | 1996-1997       | 41     |
| 3°      | Scottish Second Division | 22             | 1978-1979 | 2012-2013       | 29     |
| 3°      | Scottish League One      | 7              | 2013-2014 | 2021-2022       | 29     |
| 4°      | Scottish Third Division  | 8              | 1999-2000 | 2007-2008       | 13     |
| 4°      | Scottish League Two      | 5              | 2014-2015 | 2024-2025       | 13     |

## Organico

### Rosa 2020-2021
| N. |                             | Ruolo | Calciatore      |
| -- | --------------------------- | ----- | --------------- |
| 1  | Irlanda del Nord (bandiera) | P     | Brett Long      |
| 2  | Scozia (bandiera)           | D     | Aaron Dunsmore  |
| 3  | Scozia (bandiera)           | D     | Chris Higgins   |
| 4  | Scozia (bandiera)           | D     | Stewart Murdoch |
| 5  | Scozia (bandiera)           | D     | Ross Dunlop     |
| 6  | Scozia (bandiera)           | D     | Craig Watson    |
| 7  | Scozia (bandiera)           | C     | Danny Denholm   |
| 8  | Scozia (bandiera)           | D     | Pat Slattery    |
| 9  | Scozia (bandiera)           | A     | Ryan Wallace    |

| N. |                   | Ruolo | Calciatore             |
| -- | ----------------- | ----- | ---------------------- |
| 10 | Scozia (bandiera) | C     | Kevin Smith (capitano) |
| 11 | Scozia (bandiera) | C     | Scott Agnew            |
| 12 | Scozia (bandiera) | C     | Danny Swanson          |
| 14 | Scozia (bandiera) | C     | Liam Watt              |
| 16 | Scozia (bandiera) | C     | Ross Davidson          |
| 17 | Scozia (bandiera) | C     | Josh McConville        |
| 18 | Scozia (bandiera) | C     | Liam Newton            |
| 20 | Scozia (bandiera) | C     | Aiden McLaughlin       |
| 21 | Scozia (bandiera) | P     | Jordan Hart            |